# Zancleopsis gotoi
Zancleopsis gotoi is een hydroïdpoliep uit de familie Zancleopsidae. De poliep komt uit het geslacht Zancleopsis. Zancleopsis gotoi werd in 1927 voor het eerst wetenschappelijk beschreven door Uchida. 